# Halo 3: ODST
Vous lisez un « bon article » labellisé en 2012.
Pour les articles homonymes, voir Halo.
Halo 3: ODST est un FPS développé par Bungie et édité par Microsoft Games Studios sur Xbox 360 le 22 septembre 2009. Il s'agit d'une préquelle à Halo 3. Le joueur y endosse le rôle d'un soldat d'élite agissant au sein d'une équipe connue sous le nom de « Orbital Drop Shock Troopers » (ou ODST). Il a pour mission d'explorer les ruines de la ville de New Mombasa à la recherche de ses coéquipiers disparus au milieu d'une invasion covenante.
À l'origine, Bungie avait commencé à développer Halo 3: ODST comme un petit projet annexe destiné à sortir durant l'intervalle entre Halo 3 et Halo: Reach. Au lieu d'y faire figurer des personnages connus, comme le Major John-117, l'équipe se focalisa sur les ODST. Joseph Staten, le scénariste, conçut une histoire en utilisant les codes, personnages et décors du film noir. Le compositeur Martin O'Donnell s'écarta des thèmes qu'il avait composés pour Halo afin de créer une atmosphère sonore plus calme, influencée par le jazz. Au cours du développement, le projet prit finalement l'ampleur d'un véritable jeu. La campagne de lancement, de fait, bénéficia de tous les supports attendus de produits dérivés : illustrés, bandes-annonces dévoilant le gameplay, publicités imprimées et numériques.
À son lancement, Halo 3: ODST devint le jeu le plus vendu sur Xbox 360. Le titre reçut dans l'ensemble des critiques positives, soulignant l'atmosphère, la musique et l'approche scénaristique. Time et Wired, entre autres, présentèrent le jeu comme l'un des meilleurs de l'année. Les critiques étaient toutefois partagées sur la question de savoir si la campagne, plutôt courte, même augmentée d'extras, justifiait son prix de sortie de 70 € environ (60 $).

## Trame

### Univers
Halo 3: ODST se déroule au XXVIe siècle, au cours d'une guerre interstellaire que les humains, sous l'égide de l'UNSC, mènent contre la coalition de races extraterrestres désignée par le nom de Covenant.

### Scénario
Au cours des évènements de Halo 2, les Covenant découvrent la position de la Terre et lancent un assaut contre la ville africaine de New Mombasa. Bien que l'UNSC parvînt à repousser l'essentiel de la flotte ennemie, un croiseur réussit à survoler la ville et à y introduire une armée d'invasion ; puis le vaisseau s'éclipsa par un saut subspatial provoquant une onde de choc massive destructrice. Tandis que la suite du scénario de Halo 2 suit le vaisseau jusqu'à une antique installation similaire au premier halo, Halo 3: ODST se concentre sur les séquelles de l'onde de choc et l'occupation de la ville par les Covenants.
Au cours du jeu, le joueur peut débusquer des fichiers audio constituant une histoire parallèle intitulée « L'histoire de Sadie » (« Sadie's Story »), narrant la quête d'une petite civile à la recherche de son père juste après l'invasion de la ville. Le joueur peut y entendre certains renseignements utiles, comme des caches d'armes secrètes.
Le héros du jeu est « The Rookie », qui ne porte aucun nom. Il vient d'arriver dans les Orbital Drop Shock Troopers, Forces Spéciales de l'UNSC. Comme les autres ODST, surnommés les « Helljumpers » (« les Sauteurs de l'Enfer »), il est déployé sur le terrain à l'aide d'un Human Entry Vehicule (Véhicule d'insertion humaine), sorte de petite capsule monoplace lancée des vaisseaux spatiaux depuis la stratosphère. Dans la quête de ses coéquipiers, The Rookie est aidé par l'I.A. (intelligence artificielle) de New Mombasa, le Superintendant, baptisé Virgile,. Les coéquipiers du Rookie sont Buck, Dutch, Romeo, Mickey et le Capitaine Dare. Ce dernier est une agent du Service des Renseignement de la Navy (« Office of Naval Intelligence », ONI) de l'UNSC chargé de diriger l'escouade.

### Campagne
Le jeu s'ouvre sur la conversation de Dutch, Mickey et Romeo au sujet du vaisseau covenant survolant New Mombasa. Buck fait son entrée et présente le capitaine Dare. Les membres de l'escouade intègrent chacun leur HEV et sont largués à travers l'atmosphère ; mais au dernier moment, Dare modifie sa trajectoire afin d'éviter de percuter le vaisseau covenant. Celui-ci entamant son saut subspatial, l'onde de choc perturbe les HEV : celui du Rookie heurte celui de Mickey et va s'écraser contre un bâtiment au sol, lui faisant perdre conscience pendant six heures. À son réveil, il se met à la recherche des autres membres de l'escouade.
Buck subit un atterrissage brutal et parvient à se frayer un chemin au milieu des forces covenantes, afin de trouver Dare ; mais c'est Romeo qu'il trouve. Les deux soldats décident de trouver les autres puis de sortir de la ville. Dutch tombe à proximité d'un parc protégé et prend le parti d'aider les Marines qui s'y battent. Mickey s'empare d'un char et mène son combat sur un boulevard de Mombasa. Il est rejoint par Dutch, et les deux tentent de défendre une base de l'ONI ; ils finissent par la faire sauter, afin qu'elle ne tombe pas aux mains du Covenant. Un transport de troupes les évacue, puis ils parviennent à établir le contact avec Buck, avec qui ils conviennent d'un point de rendez-vous au Q.G. de la police locale ; mais le transport est abattu. Buck et Romeo viennent au secours de Dutch et de Mickey, mais le sauvetage coûte cher à Romeo, qui est sérieusement blessé. L'escouade finit par s'emparer d'un vaisseau de largage covenant, mais au lieu de quitter la ville, Buck décide de faire demi-tour et de trouver Dare.
De retour dans la ville, The Rookie est aidé par Virgile, le Superintendant, qui le mène à la position de Dare. Les deux soldats se rendent au cœur de l'ordinateur du Superintendant, afin d'y trouver des informations sur ce que les Covenants cherchent et qui se trouverait sous la ville de New Mombasa. Au sein de l'ordinateur, ils découvrent un Ingénieur covenant. Dare explique que les Ingénieurs sont des « superordinateurs biologiques » tenus en esclavage par le Covenant ; mais cet Ingénieur veut faire défection. La possibilité de joindre les informations de l'Ingénieur sur le Covenant aux données du Superintendant décide Dare à changer sa mission : au lieu de télécharger les informations du Superintendant, il s'agit maintenant d'escorter l'Ingénieur en lieu sûr. The Rookie, Dare et l'Ingénieur rejoignent Buck et se frayent un chemin hors de la ville. Tandis qu'ils s'échappent à bord du vaisseau de transport, ils assistent à la destruction de la ville par le vaisseau covenant.
Au cours de l'épilogue, intitulé « Un mois après le largage » (« One month after drop »), on apprend que l'escouade des ODST a veillé sur la sécurité de l'Ingénieur. Le sergent Avery Johnson arrive et informe ce dernier qu'il compte lui demander absolument tout ce qu'il sait sur le Covenant, y compris ce qu'il est venu chercher sur Terre – préparant ainsi le terrain pour Halo 3. L'achèvement de la campagne en difficulté « légendaire » débloque une vidéo montrant le Prophète de la Vérité assistant à l'excavation d'un artéfact forerunner enterré sous l'ordinateur du Superintendant.

## Système de jeu
Halo 3: ODST est un jeu de tir qui se joue essentiellement à la première personne. Le jeu met à disposition un environnement ouvert dans la ville africaine de Mombasa, redessinée pour l'occasion et rebaptisée New Mombasa. Bien que le gameplay de Halo 3: ODST soit très proche de celui des précédents Halo, le joueur n'y incarne pas le super-soldat John-117, héros de Halo: Combat Evolved, Halo 2 et Halo 3. À la place, le joueur contrôle des soldats répondant au nom de « Orbital Drop Shock Troopers », ou ODST. Comme les ODST ne bénéficient pas des performances et équipements avancés du Major, ils ne peuvent sauter aussi haut, se mouvoir aussi vite, survivre à de hautes chutes ou encore manipuler deux armes à la fois. Au lieu du bouclier d'énergie qui absorbe les chocs, les ODST utilisent un système de résistance simplement mécanique et rechargeable. Lorsque le joueur subit un dommage, son HUD clignote en rouge et le taux de résistance baisse. Si le joueur encaisse d'autres dommages avant que la résistance se soit entièrement rechargée, c'est la santé du soldat qui est entamée. La perte de tous les points de vie provoque la mort du soldat et sa réapparition au dernier point de contrôle. Pour éviter cela, des packs de santé sont disséminés un peu partout dans les niveaux. Le HUD du soldat comprend en outre un mode « VISR » qui surligne les silhouettes des ennemis en rouge, celles des alliés en vert, et celles des objets en bleu ou en jaune.

### Campagne
La campagne solo peut être achevée seul ou en coopération, avec un maximum de trois autres joueurs. Le joueur incarne une recrue surnommée « The Rookie » (« le Bleu ») et évoluant seule, à la recherche de ses coéquipiers disparus. Après avoir trouvé un indice (un fusil sniper accroché à un lampadaire), le joueur est transporté dans un flashback où il incarne un des soldats disparus, six heures auparavant. Après avoir trouvé ce premier indice, la progression par les autres indices est ouverte : les niveaux peuvent être joués dans n'importe quel ordre.

### Multijoueur
Au lieu de proposer un mode multijoueur complet, Halo 3: ODST inclut le mode multijoueur de Halo 3 sur un disque à part. Ce supplément compte 21 cartes multijoueur sorties sur Halo 3 ainsi que 3 cartes additionnelles, Citadel, Heretic et Longshore (qui étaient à débloquer en finissant Halo 3). En sus des cartes de Halo 3, le jeu comprend une version révisée de l'éditeur de cartes « Forge » (un utilitaire permettant de customiser les niveaux multijoueurs).
Halo 3: ODST contient toutefois un mode de jeu coopératif intitulé « Firefight » (« fusillade » en français), où les joueurs doivent encaisser des vagues d'ennemis de plus en plus coriaces, le tout chronométré. Le mode peut être joué en coopération jusqu'à quatre joueurs par réseau de consoles (System Link), via le service multijoueur Xbox Live, ou jusqu'à deux joueurs sur la même console en écran splitté. Le joueur débute sur « Firefight » avec « The Rookie » comme unique personnage jouable, il lui faut terminer la campagne pour débloquer d'autres personnages et cartes. Les frags spéciaux sont récompensés par des médailles, et les scores (individuels ou par équipe) sont recensés dans un classement général sur le Xbox Live. Au sein du « Firefight », les joueurs jouissent d'un pot commun de sept vies, entièrement restaurées tous les cinq rounds. Afin d'ajouter à la difficulté, le jeu met à disposition des « crânes », qui donnent des capacités spéciales aux ennemis ou des handicaps aux joueurs : le crâne « Attrape », par exemple, fait en sorte que les ennemis lancent beaucoup plus de grenades. Chacun des trois premiers rounds d'une manche active un crâne différent. Dans le quatrième et dernier round de la manche, tous les crânes sont activés et le joueur doit survivre 60 secondes,,.

## Développement

### Développement graphique
L'essentiel de l'équipe de développement de Halo 3: ODST avait d'abord commencé à travailler sur le jeu vidéo de Peter Jackson, Halo Chronicles, au cours de la production de Halo 3. Toutefois, l'impasse de l'adaptation cinématographique de Halo et l'annulation consécutive de Halo Chronicles laissait une importante équipe désormais sans le moindre projet. À peu près au même moment démarra la production de Halo: Reach, et Bungie réalisa qu'il restait un intervalle de temps suffisant au studio pour créer un nouveau projet, ce que le producteur Curtis Creamer désigna comme une « mini-campagne » de deux à trois heures. Après examen du projet et du budget, le directeur du studio Harold Ryan donna le feu vert.
Puisque le moteur du jeu était déjà constitué (grâce au développement de Halo Chronicles), l'équipe commença directement à réfléchir à son concept. Bungie souhaitait apporter quelques changements à la facture Halo classique, pratiquement inchangée depuis trois jeux. Les développeurs passèrent plusieurs semaines à décider quels personnages ils souhaitaient approfondir ; car proposer de contrôler de nouveau des personnages déjà croisés, comme le Major ou l'Arbiter, c'était réactualiser un bagage déjà constitué et devoir respecter certaines attentes. L'équipe songea même à proposer un jeu à la thématique covenante, basé sur l'histoire d'une équipe de choc composée d’Élites. Mais au lieu de cela, ils mirent l'accent sur les personnages humains, et tandis qu'ils pensaient à Avery Johnson, ils se décidèrent pour les ODST. « Les ODST ont toujours été parmi les préférés des fans », explique Brian Jarrard, le directeur de la communauté Bungie. « Nous n'avons jamais vraiment creusé [les ODST] », confie Joseph Staten, scénariste en chef, qui vit là l'occasion de donner vraiment vie à ces soldats blindés de noir.
Proposer au joueur d'incarner un ODST impliquait, au niveau du gameplay, de conserver la formule Halo tout en lui donnant de nouvelles orientations. L'ajout d'armes silencieuses et d'un pistolet repensé devait séparer les fonctionnalités du fusil d'assaut de Halo 2 et Halo 3, tout en donnant aux ODST un armement distinct. Les ingénieurs du son renforcèrent le bruit du fusil-mitrailleur afin de lui donner une plus grande impression de puissance. Le système de santé fut adopté dans l'optique de générer une tension : « il vous rappelle que vous êtes vulnérable », explique Joseph Staten.
Les personnages principaux posés, il fallut s'atteler aux décors. « Les fans réclament toujours de connaître les événements advenus à la Terre, après être restés un peu sur leur faim à la suite de Halo 2 », confie Jarrard. « Les fans voulaient savoir ce qu'il s'était passé alors sur Terre, et comment l'Humanité parvenait à la défendre. » Bungie considérait qu'un changement de personnages devait s'accompagner d'un changement de localisation : de fait, les environnements urbains de New Mombasa répondent à l'ambiance particulière du jeu. « Nous connaissons le genre de problème que va résoudre le Master Chief », déclare Joseph Staten. « Il se rend sur d'antiques anneaux extraterrestres, combat des monstres parasites dévoreurs de galaxies et détruit des empires aliens. […] Peut-être que les ODST jouent un rôle moins important dans cette immense bataille ; mais le genre de combat dans lesquels ils se jettent sont le genre de combats qu'ils peuvent finir le jour-même. »
Ce retour à un cadre précédent offrit aux artistes la possibilité et le défi d'approfondir l'envergure de la ville. Les déambulations nocturnes du joueur dans une cité vide inspirèrent rapidement une ambiance de film noir. Les palettes de couleur ainsi que les riches nuances de contraste poussèrent encore plus loin que les précédents Halo l'aspect visuel du jeu ; mais l'équipe devait sans cesse prendre garde à la jouabilité des zones sombres de la ville. Toute l'équipe du développement physique et visuel du jeu se référa constamment à de multiples artworks commandés pour l'occasion, afin d'étudier l'impact des effets de lumière sur le jeu. Le genre du film noir influença également en retour les noms et archétypes des personnages. Le personnage jouable, par exemple, répond au type du détective solitaire des romans policiers « hard boiled ». Afin d'approfondir les environnements, Bungie ajouta des finitions telles que publicités, collecteurs d'ordures, versions civiles de matériel militaire déjà croisé.
Bungie commença le développement de Halo 3: ODST en mars 2008. Halo 3: ODST fut le premier titre de Bungie achevé en moins de trois ans, totalisant seulement 14 mois de production. Du fait du délai assez réduit, l'équipe (qui compte environ 70 personnes, plus une équipe de cinq personnes chargée de concevoir les fondations du jeu) accorda la priorité aux détails manifestes ; ainsi, au lieu de redessiner entièrement les ennemis, on leur ajouta quelques nouveaux comportements d'I.A. Puisque le jeu proposait un monde ouvert différent de celui de la plupart des missions de Halo, il fut nécessaire d'intégrer certaines adaptations de gameplay, telles que des armes adaptées et une carte globale. Si dans les jeux Halo classiques, les développeurs savaient à quel moment faire apparaître les ennemis en fonction de l'endroit où se trouvait le joueur, Halo 3: ODST exigeait une stratégie différente. « Nous devions faire en sorte d'avoir des patrouilles de Covenants sillonnant la ville, capables de réagir à une attaque venant de n'importe où, et d'avoir l'air crédible dans leur comportement », explique Creamer. Bien que le moteur du jeu restât inchangé, les améliorations graphiques telles le système de shaders en plein écran et le parallax mapping permirent une plus grande profondeur de détail et un meilleur réalisme.
Le mode de jeu « Firefight » fut une addition tardive. Tim Williams, un membre de l'équipe, en bricola un prototype peu après l'expédition de Halo 3, en plaçant le joueur dans une portion de carte de la campagne de Halo 3 et en lui opposant des ennemis. Quand débuta le développement de Halo 3: ODST, le concept de Williams fut adopté puis retravaillé. Le développeur Lars Bakken jugea que ce mode proposait un environnement multijoueur plus souple que celui prisé des joueurs « hardcores », peu accessible aux joueurs moyens. Les développeurs reprirent le système de score et les médailles de Halo 3, afin de donner un côté plus compétitif au mode.
L'histoire de Sadie fut créée par Fourth Wall Studios, en partenariat avec Joseph Staten et l'artiste Ashley Wood. Fourth Wall Studios est composé d'anciens membres de 42 Entertainment, à qui l'on doit le fameux I Love Bees, jeu de réalité virtuelle destiné à promouvoir Halo 2. « Nous avions réalisé que l'effondrement de ces complexes militaro-industriels, que nous décrivons plutôt bien dans Halo, est d'abord et surtout l'histoire des soldats », rappelle Joseph Staten, « et Halo 3: ODST offre la possibilité d'explorer le point de vue civil, jusque-là inconnu ».
Autour de décembre 2008, le jeu était « representational » (« présentable »), c'est-à-dire que les joueurs pouvaient l'expérimenter du début à la fin, bien que son développement ne fût pas encore achevé. Tout le personnel de Bungie mit son travail en pause afin de jouer au jeu et de fournir un maximum de retours. Parmi les éléments encore non terminés, les dialogues n'étaient pas encore complètement enregistrés par les acteurs, ce à quoi Joseph Staten remédia en plaçant des sons pour « boucher les trous ». Le jeu fut entièrement achevé juste avant sa présentation à l'E3 de 2009.

### Développement audio
Martin O'Donnell, directeur audio de Bungie, et son partenaire Michael Salvatori composèrent la musique de Halo 3: ODST. Par contraste avec le chant grégorien, devenu la signature sonore de Halo, il n'y a aucune musique vocale dans Halo 3: ODST, et aucun thème des Halo précédents ne vient faire une apparition explicite. Deux des trois heures de musique du jeu furent publiées sur un double-CD sorti le 22 septembre 2009. Puisque Halo 3: ODST changeait de héros, Martin O'Donnell voulait créer une musique inédite, à la fois proche de l'univers Halo déjà constitué mais en même temps évoluant dans de nouvelles directions. Comme le jeu racontait « une histoire humaine, non une histoire de cyborg », dixit O'Donnell, la bande-son fut plus « intime et personnelle ». Pour les phases d'enquête du Rookie dans la nuit et sous la pluie, O'Donnell sentit qu'une approche sonore aux accents jazz restituerait mieux l'atmosphère du film noir. Les autres personnages, ne jouissant pas de thèmes personnalisés, furent tout de même associés à des motifs appropriés.
O'Donnell commença à travailler sur la musique du jeu quand Bungie montait le trailer de présentation de Halo 3: ODST. O'Donnell constitua la musique du trailer en prenant un segment du premier morceau qu'il écrivit pour Halo 3: ODST, intitulé « Rain » (« pluie »). Salvatori rejoignit le projet en février 2009 et aida à finir la musique en deux mois. Quand O'Donnell jugea la quantité de matériel suffisante, Salvatori (installé à Chicago) se rendit à Seattle, État de Washington, pour enregistrer les morceaux et finir les arrangements. L'essentiel de la musique fut enregistrée début 2009. Des compositions additionnelles furent assurées par l'ingénieur du son de Bungie C. Paul Johnson et l'orchestrateur Stan LePard. Le Northwest Sinfonia, qui enregistra la musique de Halo 3, joua les sections orchestrales au Studio X à Washington.
Certains membres de Bungie, fans de la série télévisée Firefly, avaient invité plusieurs de ses acteurs à doubler les Marines dans Halo 3. Trois de ces acteurs doublèrent les quatre personnages principaux de l'escouade d'ODST : Nathan Fillion (lui-même fan de Halo), Adam Baldwin et Alan Tudyk. Tricia Helfer prêta sa voix à l'agent de l'ONI Dare ; Helfer et Fillion enregistrèrent leurs dialogues de cinématiques ensemble dans la même pièce, ce qui se fait très rarement dans la pratique du doublage. Joseph Staten déclara que « leur jeu était plus fort lorsqu'ils se trouvaient ensemble ». Tandis que Joseph Staten écrivit la plus grande partie des dialogues de cinématiques, les phrases prononcées lors des combats pouvaient être improvisées par les acteurs. L'ajout de l'histoire de Sadie doubla le travail de doublage présent dans le jeu. Une fois les doublages terminés, Bungie reconnut l'affinité de Helfer et de Fillion pour leur personnage respectif.

### Annonces

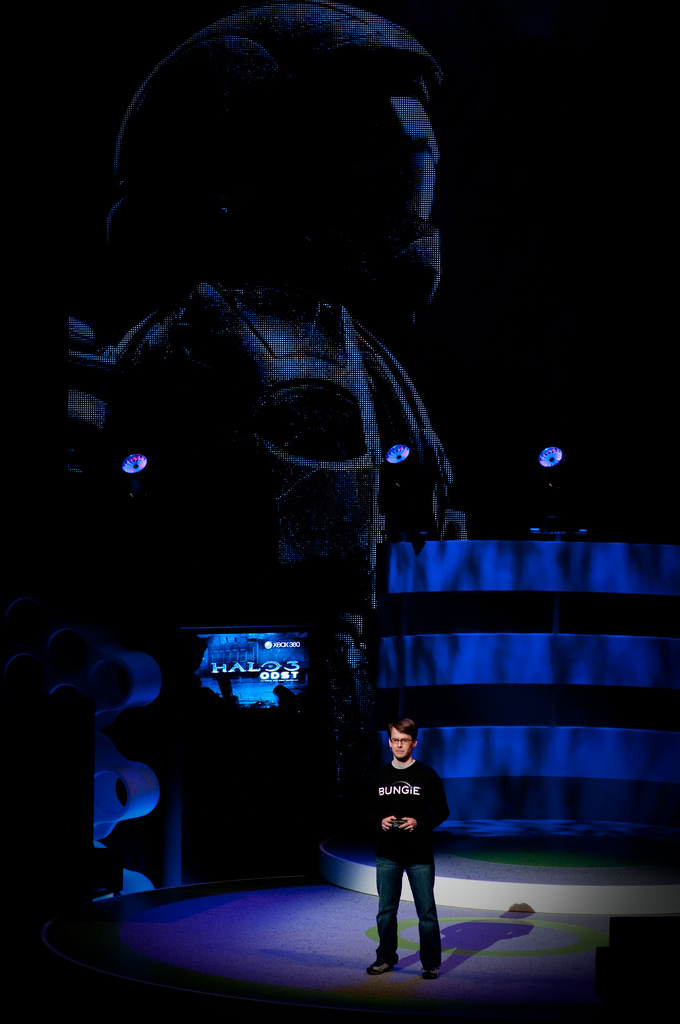
Joseph Staten présentant Halo 3: ODST durant la conférence Microsoft de l'Electronic Entertainment Expo de 2009.

En juillet 2008, Don Mattrick, patron de la division Xbox chez Microsoft, informa MTV que Bungie travaillait sur un nouveau jeu Halo pour Microsoft, sans lien avec les spin-off de la franchise, Halo Wars et Chronicles. On attendit une annonce par Bungie de ce nouveau projet Halo à l'E3 de 2008 – le développeur avait d'ailleurs fait apparaître un compte à rebours sur son site officiel. Toutefois, l'annonce n'avait pas été prévue par Microsoft, ce dernier expliquant qu'il préférait réserver au jeu son propre événement. Le 25 septembre 2008, un an après la sortie de Halo 3, Bungie mit en ligne un teaser du nouveau projet. Un trailer complet fut dévoilé lors du Tokyo Game Show, le 9 octobre 2008, révélant par la même occasion le nom du jeu, Halo 3: Recon ainsi qu'une date de sortie, automne 2009,. Bungie utilisa exceptionnellement des images pré-calculées, au lieu du moteur graphique ou des assets prêts, comme à leur habitude. Joseph Staten expliqua que le développement du jeu n'en était encore qu'à ses balbutiements, que produire un trailer de la manière habituelle aurait pris trop de temps et que cela aurait empêché Bungie de dialoguer sur certains détails avec les fans.
Au cours des interviews qui suivirent la présentation du trailer, des membres du staff Bungie déclarèrent à la presse spécialisée que Recon était la dernière pierre apportée à l'édifice de la trilogie Halo. Bien que Bungie ne considérait pas Recon comme un jeu complet (l'écrivain Luke Smith le comparait à l'extension The Frozen Throne de Warcraft III), ce dernier était livré avec toutes les cartes multijoueur de Halo 3 et ne nécessitait pas ce dernier pour être lancé,,. Smith affirma que le jeu ne serait pas un croisement entre infiltration et opérations spéciales, soulignant que « ce n'est pas Halo : Brother in Arms ni Halo : Splinter Cell. » Le 25 novembre, Brian Jarrard annonça que le jeu avait été rebaptisé Halo 3: ODST, dénomination « plus directe » du contenu du jeu.
Bungie et Microsoft présentèrent la première version jouable de Halo 3: ODST à l'E3 de 2009, pendant que furent finalisées les versions de distribution et la date de sortie. Bungie avait d'abord annoncé Halo 3: ODST comme un jeu moins ambitieux que les précédents succès de la série. Quand les versions de distribution furent lancées, elles affichèrent néanmoins un prix de base de 60 $, que Bungie et Microsoft attribuèrent au contenu du jeu, plus important que prévu au départ. « Au cours du développement, le jeu devint bien plus complet que nous ne l'avions anticipé », déclara Lars Bakken, de Bungie. « Nous le considérions plutôt comme une extension, puis il devint bien plus que cela. » Curtis Creamer expliqua que depuis que la plateforme de développement était stable, « nous avions la possibilité de créer pas mal de contenu en plus de ce que nous pensions au départ pouvoir faire. » La longueur de la campagne du jeu s'allongea des trois à cinq heures d'abord estimées jusqu'à huit à dix heures. La nouvelle orientation ne fut débattue qu'à l'E3 de 2009, où Microsoft décida qu'il s'agirait d'un jeu complet. À la différence de Halo 3, ODST ne bénéficie pas de contenu téléchargeable après son lancement.

## Commercialisation et sortie

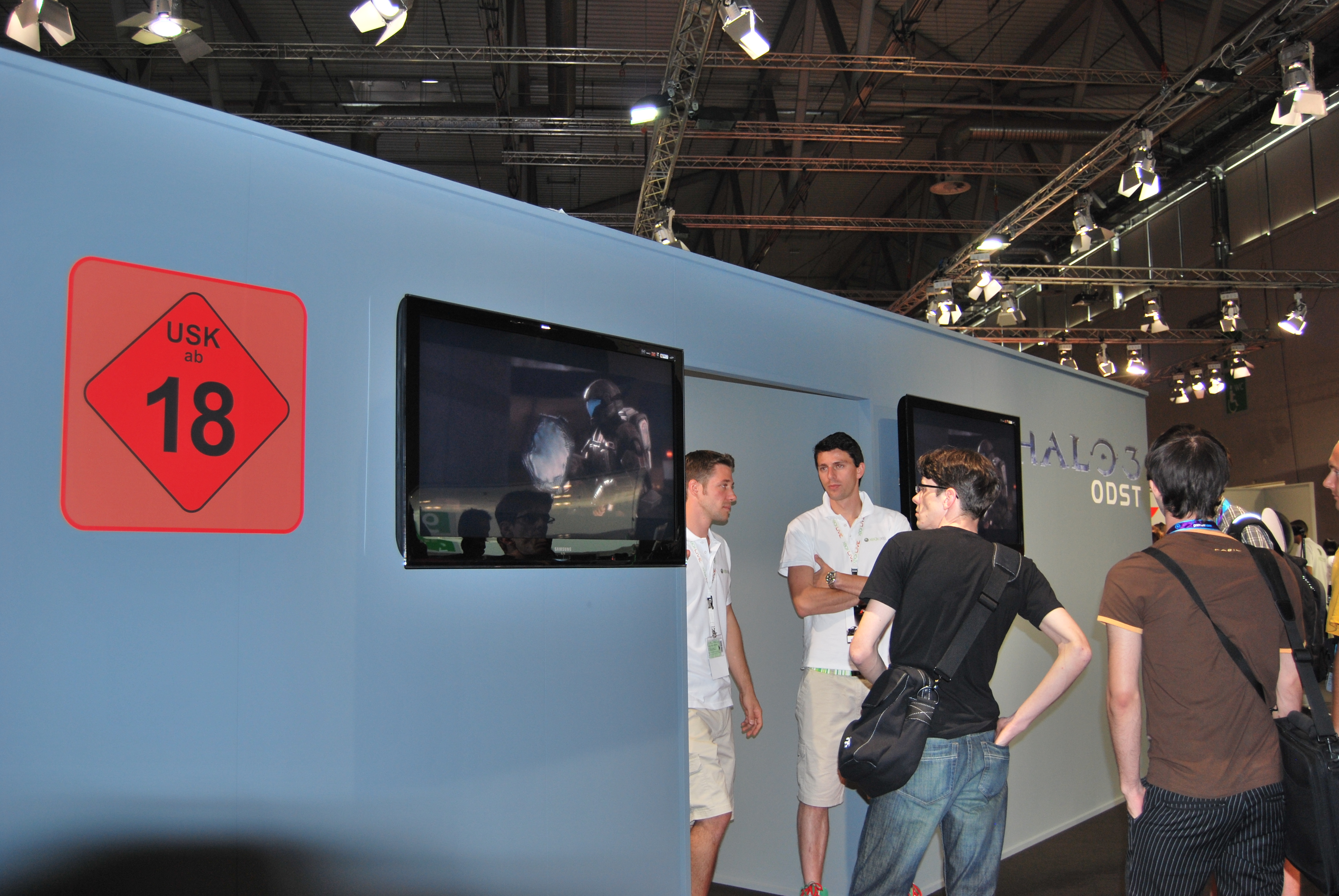
Stand de Halo 3: ODST à la gamescom en 2009.

Halo 3: ODST fut commercialisé en deux disques distincts, le premier comprenant le mode Campagne ainsi que le mode coopératif « Firefight », le second contenant le mode multijoueur pourvu de toutes les cartes de Halo 3. Les possesseurs du jeu reçurent une invitation à participer au multijoueur bêta de Halo: Reach, qui fit son apparition en ligne le 3 mai 2010. Les pré-ventes offraient un jeton pour débloquer un personnage jouable inédit, Avery Johnson, dans le mode « Firefight » – code qui n'était inclus que chez certains détaillants. Une édition spéciale « Collector's Pack » proposait en plus du jeu une manette de Xbox 360 sans fil aux couleurs de ODST. Toys “R” Us offrait une figurine ODST et une carte cadeau de 20 $ en guise d'incitation à l'achat.
En avril 2009, la firme d'études de marché OTX rapporta que Halo 3: ODST était le jeu le plus attendu, un jugement maintenu jusqu'à fin août. Avant son lancement, le titre était le jeu le plus vendu sur Amazon, uniquement sur les pré-ventes, se maintenant pendant 107 jours au sommet du Top 100 des ventes de logiciels et de jeux vidéo. Des copies illégales circulèrent très vite en France. Microsoft réagit en lançant une enquête et en menaçant de bannir du Xbox Live tous les joueurs jouant à ODST avant sa sortie officielle. Stephen Toulouse, manager en chef du département Xbox, précisa plus tard que la mise au ban ne s'appliquerait pas aux acheteurs légitimes.
Microsoft prépara ce qui fut décrit comme une campagne publicitaire « monstre », Stephen McGill, directeur des loisirs, affirmant que le jeu « est sans le moindre doute un titre phare à nos yeux… C'est la première fois que nous faisons quelque chose comme cela, et Halo 3: ODST est la meilleure occasion de franchir le cap. » De nombreux items promotionnels furent commercialisés sur le Xbox Live, et bien plus encore à travers la publicité télévisée ou numérique. Marvel Comics publia une série limitée de comics, « Helljumper », mettant en scène les personnages principaux de Halo 3: ODST.
Un trailer sans images d'animation, intitulé « The Life », fut publié sur Internet en septembre puis repris dans des spots télévisés, toujours dans l'optique de la campagne publicitaire. Filmé à Budapest, en Hongrie, « The Life » suit un ODST nommé Tarkov, depuis des funérailles militaires, où naît sa vocation de soldat, au travers de son entraînement et de ses batailles, jusqu'à sa réussite en tant que héros au combat. Ce court-métrage, réalisé par la société de production MJZ (qui avait aussi pris en charge la publicité primée « Believe » pour Halo 3), fut créé par l'agence publicitaire TAG SF et ses effets assurés par Asylum. Legacy Effects dessina et fabriqua les accessoires, armes, tenues et un costume de Brute covenante, le tout en deux semaines. Bungie fournit une géométrie 3D qui permit à cette société de créer rapidement et précisément des items du jeu, ainsi que des informations à propos des uniformes de l'UNSC. La scène d'ouverture, qui se déroule dans un cimetière, fut filmée à l'intérieur d'une tour de refroidissement d'une centrale nucléaire active de Budapest ; autour de cette tour, l'équipe de production créa un bassin de boue et une course d'obstacles afin de simuler un circuit d'entraînement. Des membres des forces spéciales hongroises jouèrent les instructeurs de « drill » au cours des séquences d'entraînement, tirant à blanc. À la fin, le lieu de tournage fut transféré vers une raffinerie d'aluminium désaffectée depuis la fin de l'époque soviétique, afin de filmer la scène finale du mémorial. Une scène additionnelle y fut également filmée, mais n'apparaît pas dans le montage final.
Des évènements de lancement furent organisés à travers tous les États-Unis. Bungie et Microsoft sponsorisèrent un évènement officiel à l'Experience Music Project à Seattle, État de Washington. On y organisa des tours de table traitant de la série et des présentations assidues du contenu externe relatif à Halo, tels la collection d'anime « Halo Legends ». Environ 800 fans y assistèrent de 18h à 23h avant de se diriger vers les boutiques de jeux vidéo pour se procurer leur copie du jeu. GameStop assura presque 3700 fêtes de lancement (« launch parties ») à travers les États-Unis.
À sa sortie, Halo 3: ODST devint le jeu Xbox 360 le plus vendu à travers le monde. Plus de 2,5 millions de copies furent écoulées les deux premières semaines, totalisant plus de 125 M$ de recettes. ODST s'introduisit dans le classement général des meilleures ventes de jeu vidéo en Grande-Bretagne, devenant le douzième jeu exclusif le plus vendu. ODST s'empara de la première place du classement des ventes de jeu vidéo en Australie dès sa sortie, fut détrôné par FIFA 10 début octobre, mais reprit ensuite sa place de meilleure vente. Au Japon, généralement peu friand de FPS, ODST se vendit le 27 septembre à hauteur de 30 000 copies. Durant tout le mois de septembre, il se vendit 1,5 million de copies aux États-Unis, et le jeu se classa meilleure vente du mois,. En octobre, il s'en vendit 271 000 copies, et le jeu prit la 6e place des ventes. Microsoft rapporta plus de 3 millions de ventes à travers le monde courant novembre,. Toutes catégories confondues, ODST fut le neuvième jeu le plus vendu aux États-Unis pour l'année 2009, l'un des deux seuls jeux Xbox présents dans le classement. Anticipant un regain des ventes à l'occasion de la mise en disponibilité de la bêta multijoueur de Halo: Reach, les détaillants britanniques bradèrent le jeu en avril 2010.

## Accueil
Halo 3: ODST reçut dans l'ensemble des critiques positives. Le jeu obtint une moyenne de 85,14 % et de 83/100 respectivement sur les sites GameRankings et Metacritic, qui font les moyennes des sites spécialisés,. Lev Grossman, du Time, écrivit que ODST, prolongeant la franchise Halo, était une « pierre de touche » prouvant que « Bungie [était] capable de manier ses outils habituels tout en jouant dans un registre totalement différent ». Toutefois, Pete Metzger, du Los Angeles Times, écrivit que bien que ODST était un bon jeu, doté d'un scénario, d'une action et de graphismes convaincants, « on peut en dire autant de pratiquement tous les FPS qui sortent ces jours-ci » et que ODST ne parvenait pas à élever la barre placée par les précédents jeux Halo. Jeremy Parish, de 1UP.com, note que malgré ses faiblesses, ODST parvient à réunir des joueurs qui préféraient auparavant soit la campagne, soit le multijoueur avec un jeu capable de satisfaire les deux camps.
Les critiques se divisaient surtout sur le fait de savoir si ODST valait son prix. Ryan McCaffrey, critique à l'Official Xbox Magazine, assura qu'étant donnés la campagne, le mode multijoueur et celui de Halo 3 en supplément, « personne ne devrait avoir de malaise en achetant ODST à 60 $ ! » Parmi les autres critiques estimant qu'il s'agissait là d'un jeu complet, on peut citer Edge Magazine, Parish, et Mike Jackson de feu Computer and Video Games. Erik Brudvig, d'IGN, ne considéra pas ODST comme une « véritable suite », mais plutôt comme une extension, et recommanda aux hésitants d'en faire autant. Parmi les contradicteurs, on peut citer Ben Kuchera d'Ars Technica, Charlie Barratt de GamesRadar+, Tom Bramwell d'Eurogamer et Narayan Pattison d'IGN Australie. Dans le New York Times, Seth Schiesel écrivit que « Microsoft Game Studios a exagéré en voulant étiqueter du prix de base d'un jeu complet, 60 $, un jeu qui devrait soit coûter 40 $, soit offrir bien plus de contenu pour le côté solo du jeu. »
Les critiques entrèrent également en désaccord féroce sur la question de savoir si le jeu était un véritable pas en avant dans la série. Parish déclara que la moindre variété des ennemis était compensée par les nouveautés, qu'il jugeait les plus expérimentales qu'ait tentées Bungie depuis longtemps. Edge et Tom Bramwell louèrent le contraste entre les séquences de nuit avec le Rookie et les flashbacks plus frénétiques,. Edge ajouta que si la construction narrative n'était pas renversante, elle était au service d'une structure permettant d'explorer tous les choix d'armes et de stratégie permis par la série. Tandis que Parish considérait que les capacités des ODST étaient bien différentes de celles du Master Chief, d'autres critiques, tel Jackson, écrivirent que la patte Halo était presque inchangée et que ce n'était pas un mal. Brett Molina, d'USA Today, trouvait décevant que le jeu ne s'attarde pas plus longtemps dans l'environnement ouvert du Rookie ; « au lieu de cela, écrivit-il, presque deux tiers des combats de ODST ressemblent fort à un jeu Halo classique », et n'explorent guère de nouvelles disponibilités.
L'atmosphère et la photographie de Halo 3: ODST furent appréciées. McShea écrivit que bien que le moteur de Halo 3 commençât à accuser son âge, le jeu parvenait encore à surprendre grâce à sa conception graphique. Parish écrivit que la perception de New Mombasa changeait radicalement en mode coopératif. G4TV trouva que les personnages jouables secondaires gâchaient beaucoup le sentiment de solitude. Travis Moses, de GamePro, écrivit que si les graphismes étaient constamment enterrés par les autres jeux de tir, la fréquence d'affichage du jeu restait élevée, comme on peut l'attendre des jeux Halo. La société spécialisée en techniques de pointe DigitalFoundry jugea que malgré des améliorations bienvenues au niveau de l'I.A., les faiblesses du moteur graphique de Halo 3 persistaient – en particulier, une résolution native inférieure au 720p et des visages humains de piètre qualité.
Les bruitages et musiques du jeu furent particulièrement loués. McCaffrey écrivit que si la musique de Halo 3 était « trop familière », ODST avait donné à O'Donnell la liberté de « confectionner sa meilleure œuvre jusqu'ici », suffisamment bonne pour justifier son achat séparé. Ben Kuchera se distingua des éloges en écrivant que les touches de saxophone « [sonnent] comme les pornos soft qu'on projette sur Cinemax après minuit », ainsi qu'Anthony Gallegos, de GameSpy, qui estimait que la musique n'était plus pertinente lorsqu'elle débordait sur les scènes de combat.
« Firefight » fut jugé « addictif », surtout grâce à la démonstration de l'excellente I.A. des ennemis. Jeff Marchiafava, de Game Informer, salua la performance des ennemis, qui distinguent « Firefight » des modes de jeu similaires dans Gears of War 2 ou Left 4 Dead, par exemple, n'offrant que des zombies décérébrés ou de la chair à canon. L'équipe de Official Xbox Magazine UK écrivit que la richesse du mode rendait le mode comparable de Gears of War 2 « simple » en comparaison, et que « Firefight » prolongeait la durée de vie du jeu. De l'autre côté, Tom Bramwell jugea que le mode « Firefight » laisse « à la fois un sentiment que tout cela est futile, parce qu'on sait que la mort n'est qu'une question de temps et de malchance, et un sentiment de lassitude, quand on réalise que bien des niveaux s'épuisent exactement comme dans la campagne, voire moins bien encore. »
Interrogés par G4TV, les représentants de Bungie virent qu'une partie des critiques mitigées et négatives provient de leur propre marketing du jeu – tout d'abord présenté comme une extension, puis comme un jeu complet. « Si vous jetez un œil aux scores les plus bas, ils trahissent presque tous un conflit de la valeur perçue fondée d'abord sur l'attente d'une extension, puis sur le sentiment d'avoir été surfacturé eu égard au produit final », déclara Jarrard, se faisant l'écho de Joseph Staten, qui commente que « si nous n'avions jamais prononcé le mot d'« extension », nous aurions vu une amélioration significative des scores. » Les autres aspects que Bungie aurait souhaité pouvoir améliorer, avec un peu plus de temps, étaient le rythme et la navigation dans les séquences nocturnes ainsi que la création de parties dans le « Firefight ». Frank O'Connor, directeur de 343 Industries et manager de Halo, confia qu'il était ravi que ODST ne « décolle pas », de son point de vue, puisque cela permettait aux gens de se concentrer sur Halo: Reach et sur son prochain lancement.

## Récompenses
Lev Grossman et Peter Ha classèrent ODST huitième meilleur jeu de l'année pour Time, louant le jeu comme « une sombre, lente, jazzy, noire introduction dans le monde de Halo ». Softpedia qualifia ODST de meilleur FPS de l'année ; l'éditeur de jeux Andreï Dumitrescu écrivit que si le jeu semblait par endroits conventionnel, il était porté par une bonne intrigue, une grande musique, et développait des personnages capables de compter aux yeux du joueur. Chris Kohler, de Wired, classa ODST troisième meilleur jeu Xbox 360 de l'année, écrivant que le jeu « donnait un nouveau souffle dans cette franchise de tir aux corridors rigides. » Halo 3: ODST remporta également la « Meilleure Musique Originale » aux Spike Video Game Awards de 2009. « The Life » termina finaliste de la catégorie « Effets Visuels dans un Trailer de Jeu vidéo » par la Visual Effects Society, au cours de sa huitième cérémonie annuelle de récompense.